# Melamphaidae

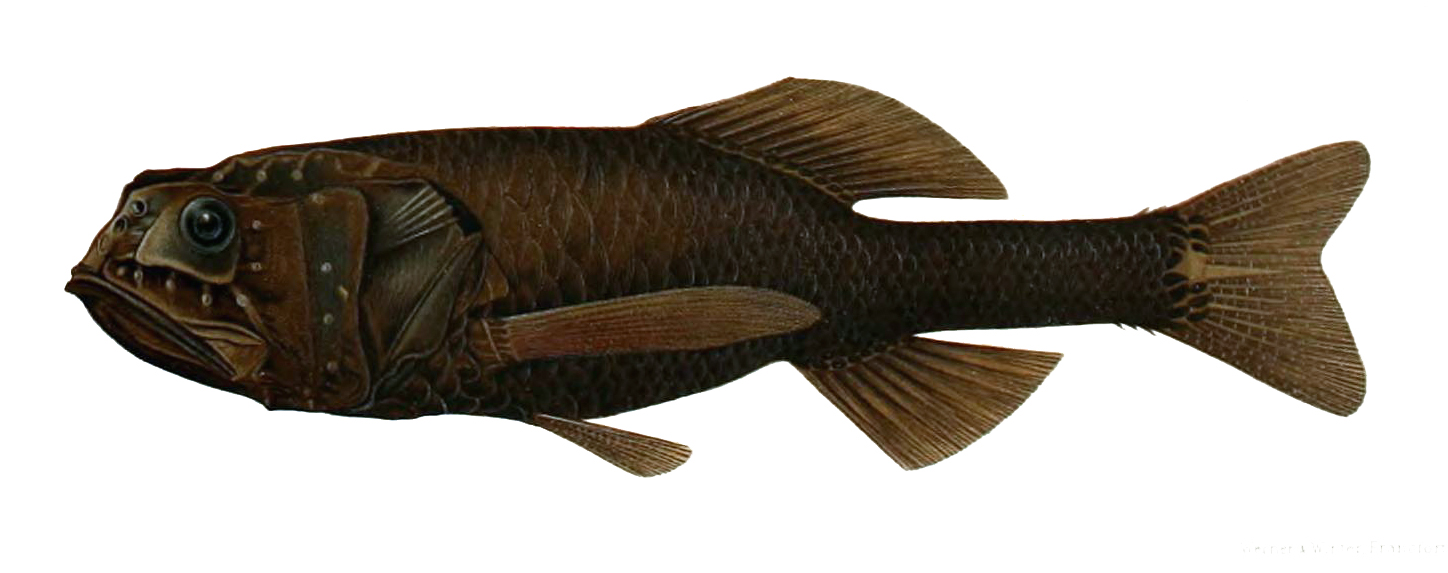
Scopeloberyx robustus

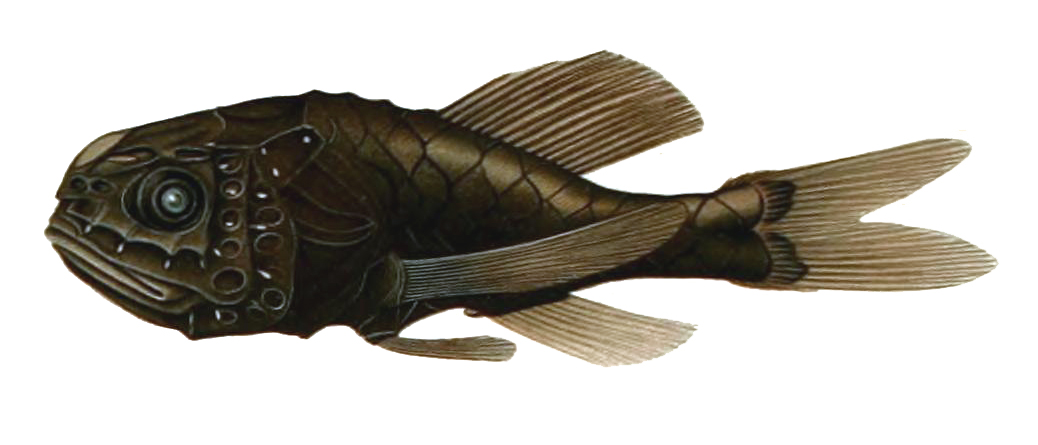
Scopelogadus mizolepis

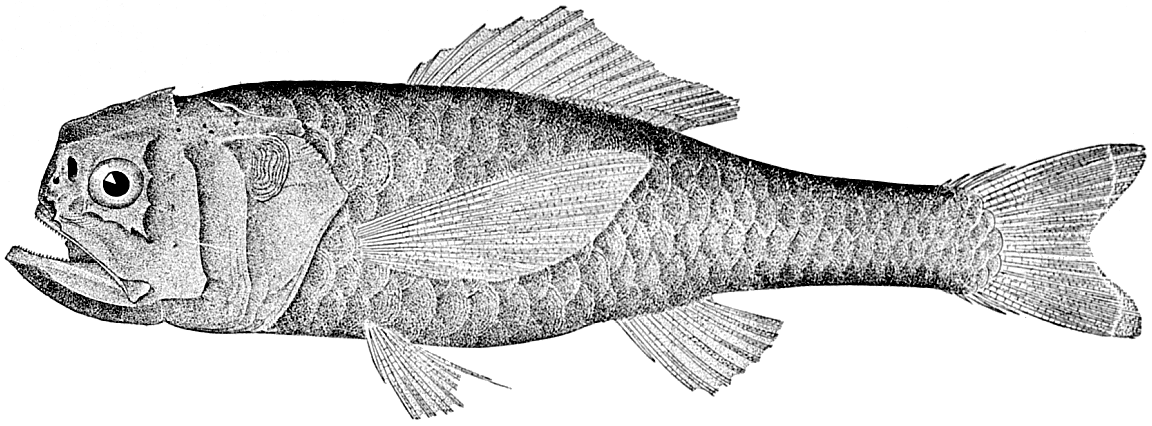
Melamphaes suborbitalis

I Melamphaidae sono una famiglia di pesci ossei abissali appartenenti all'ordine Stephanoberyciformes.

## Distribuzione e habitat
Sono diffusi in tutti gli oceani tranne quelli dell'Artide e il mar Mediterraneo.
Hanno abitudini batipelagiche.

## Descrizione
La caratteristica più evidente di questi pesci è la testa piuttosto grande coperta di spine e creste ossee. La pinna dorsale ha fino a tre raggi spinosi flessibili. Le pinne ventrali hanno una spina, le loro dimensioni variano a seconda delle specie. Alcuni raggi spinosi liberi sono presenti sul peduncolo caudale, appena prima dell'inizio della pinna caudale. Linea laterale assente o molto breve. Scaglie grandi e facilmente staccabili al semplice contatto.
Le dimensioni sono piccole, solo poche specie superano i 10 cm di lunghezza.

## Biologia
Ignota.

## Specie
- Genere Melamphaes
  - Melamphaes acanthomus
  - Melamphaes danae
  - Melamphaes ebelingi
  - Melamphaes eulepis
  - Melamphaes hubbsi
  - Melamphaes indicus
  - Melamphaes janae
  - Melamphaes laeviceps
  - Melamphaes leprus
  - Melamphaes longivelis
  - Melamphaes lugubris
  - Melamphaes macrocephalus
  - Melamphaes microps
  - Melamphaes pachystomus
  - Melamphaes parini
  - Melamphaes parvus
  - Melamphaes polylepis
  - Melamphaes pumilus
  - Melamphaes simus
  - Melamphaes spinifer
  - Melamphaes suborbitalis
  - Melamphaes typhlops
  - Melamphaes xestoachidus
- Genere Poromitra
  - Poromitra atlantica
  - Poromitra capito
  - Poromitra coronata
  - Poromitra crassa
  - Poromitra crassiceps
  - Poromitra cristiceps
  - Poromitra curilensis
  - Poromitra decipiens
  - Poromitra frontosa
  - Poromitra gibbsi
  - Poromitra glochidiata
  - Poromitra indooceanica
  - Poromitra jucunda
  - Poromitra kukuevi
  - Poromitra macrophthalma
  - Poromitra megalops
  - Poromitra nigriceps
  - Poromitra nigrofulva
  - Poromitra oscitans
  - Poromitra rugosa
  - Poromitra unicornis
- Genere Scopeloberyx
  - Scopeloberyx bannikovi
  - Scopeloberyx malayanus
  - Scopeloberyx maxillaris
  - Scopeloberyx microlepis
  - Scopeloberyx opisthopterus
  - Scopeloberyx pequenoi
  - Scopeloberyx robustus
  - Scopeloberyx rossicus
  - Scopeloberyx rubriventer
- Genere Scopelogadus
  - Scopelogadus beanii
  - Scopelogadus mizolepis
    - Scopelogadus mizolepis bispinosus
    - Scopelogadus mizolepis mizolepis

  - Scopelogadus unispinis
- Genere Sio
  - Sio nordenskjoldii[2]